# Leiva (Nariño)
Leiva – miasto w Kolumbii, w departamencie Nariño.